# Клетненский сельсовет
Клетне́нский сельсовет (бел.  Клятня́нскі сельсавет) — упразднённая административно-территориальная единица Глусского района Могилёвской области Республики Беларусь.

## Географическое положение
На территории сельсовета располагались СПК «Колхоз Славгородский», СПК "Колхоз «Дружба», Докольское лесничество, 22 объекта социально-культурной сферы.
Граничил с Славковичским, Катковским, Хвастовичским, Положевичским сельсоветами.
Административный центр сельсовета агрогородок Клетное расположен на расстоянии 10 км от Глуска.

## История
Образован 20 августа 1924 года. Упразднён 20 ноября 2013 года.
После упразднения Клетненского сельсовета его населённые пункты были включены в состав двух сельсоветов: Славковичского (агрогородок Клетное; посёлки Красный и Заря; деревни Байлюки, Барбарово, Бережки, Бояново, Войтехово, Малиново, Ново-Андреевка, Погорелое, Пятенка) и Хвастовичского (деревни Доколь, Селец, Старина, Тесново).

## Население
- 1999 год — 1614 человека
- 2010 год — 1033 человека

На 2011 год количество населения — 1056, из них: несовершеннолетних — 145, трудоспособных — 536, нетрудоспособных — 375. Подворьев — 523.

## Состав
Включал 16 населённых пунктов:
- Байлюки — деревня.
- Барбарово — деревня.
- Бережки — деревня.
- Бояново — деревня.
- Войтехово — деревня.
- Доколь — деревня.
- Заря — посёлок.
- Клетное — агрогородок.
- Красный — посёлок.
- Малиново — деревня.
- Ново-Андреевка — деревня.
- Погорелое — деревня.
- Пятенка — деревня.
- Селец — деревня.
- Старина — деревня.
- Тесново — деревня.